# هوارفت

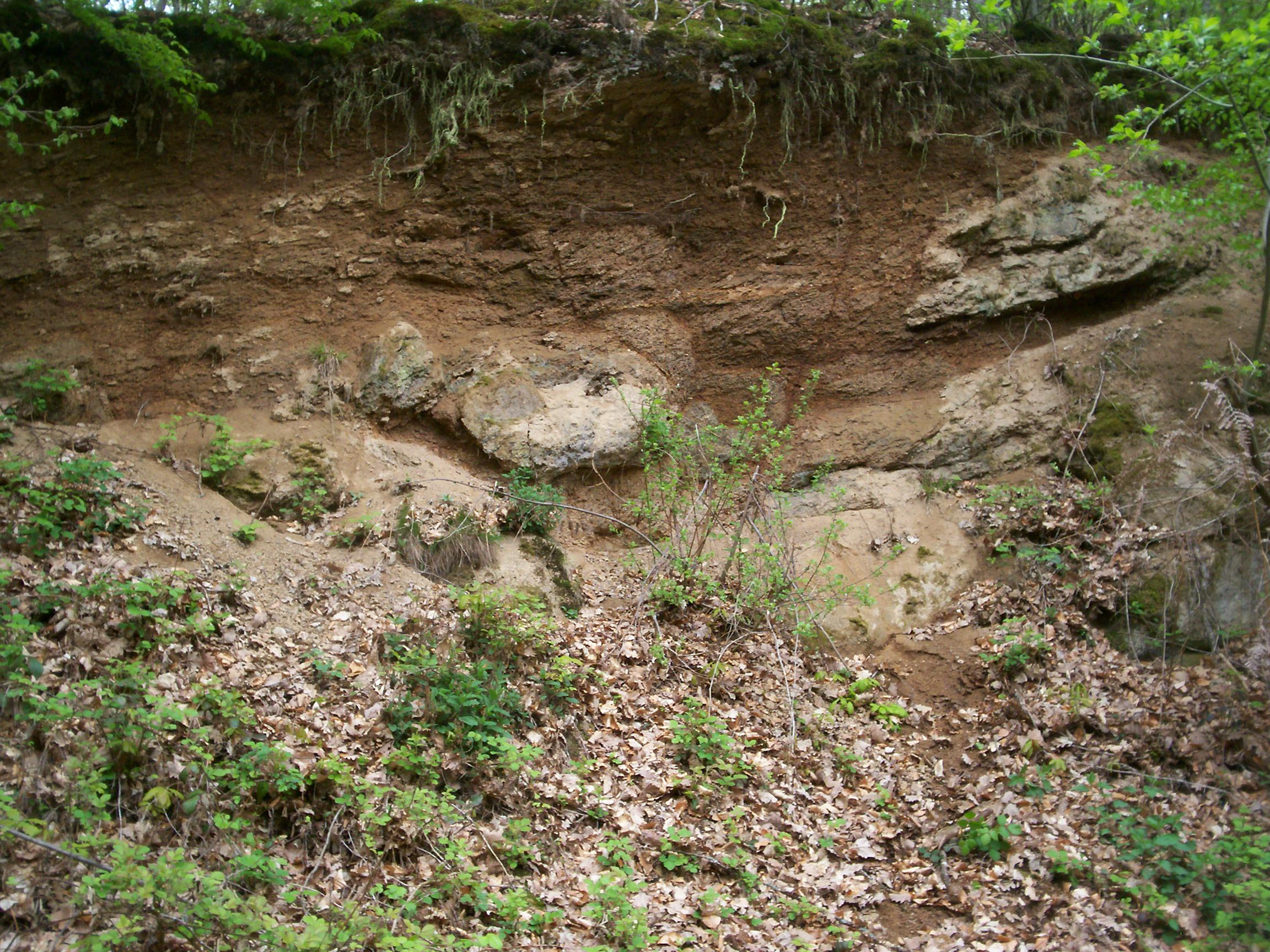
هوارفت در فرانسه

در زمین‌شناسی، نهشته‌های هوارُفت (به انگلیسی: Eluvium) یا هوارفتی (eluvial) به آن دسته از رسوب‌ها و خاک‌های زمین‌شناسی گفته می‌شود که از هوازدگی درجا همراه با حرکت یا تجمع گرانشی به دست می‌آیند.
فرایند حذف مواد از افق‌های زمین‌شناسی یا خاک را هوارُفت (eluviation یا leaching) می‌گویند. در کاربرد این اصطلاح بین زمین‌شناسی و خاک‌شناسی تفاوت وجود دارد. در علم خاک‌شناسی، انتقال مواد خاک از لایه‌های بالایی خاک به سطح پایین‌تر با نفوذ رو به پایین آب در افق‌های خاک است و انباشته شدن این ماده (نهشته‌های کان‌رفتی) در سطح پایین‌تر را کان‌رفت می‌گویند. در زمین‌شناسی، ماده حذف‌شده بی‌ارتباط است و نهشته (نهشته‌های هوارفتی)، مواد بر جای مانده‌است. هوارفت زمانی رخ می‌دهد که میزان بارش از تبخیر بیشتر شود.
افق خاک که در اثر رسوب‌گذاری تشکیل می‌شود، منطقه هوارفت یا افق هوارفت است. در یک نیمرخ خاک معمولی، افق eluvial به یک منطقه با رنگ روشن گفته می‌شود که (بسته به زمینه و ادبیات) یا در بخش پایین افق A (نماد: Ae) یا در یک افق متمایز (افق E) در زیر A، جایی که این فرایند شدیدترین و سریع‌تریناست، قرار دارد. با این حال، برخی از منابع، منطقه هوارفتی را افق A به اضافه افق E (متمایز) در نظر می‌گیرند، زیرا از نظر فنی در هر دوی این‌ها هوارفت رخ می‌دهد.
افق سخت هوارفت (افق E) معمولاً خاکستری روشن، خالی از خاک رس است، دارای مواد آلی کمی است و دارای غلظت بالایی از ذرات سیلت و ماسه است که از کوارتز و دیگر کانیهای مقاوم تشکیل شده‌است.